# Riverside (Alabama)
 Riverside, Alabama és una població dels Estats Units a l'estat d'Alabama. Segons el cens del 2000 tenia 1.564 habitants.

## Demografia
Segons el cens del 2000, Riverside tenia 1.564 habitants, 663 habitatges, i 464 famílies La densitat de població era de 67,5 habitants/km².
Dels 663 habitatges en un 29,3% hi vivien nens de menys de 18 anys, en un 56,7% hi vivien parelles casades, en un 10,7% dones solteres, i en un 29,9% no eren unitats familiars. En el 25,9% dels habitatges hi vivien persones soles el 8,4% de les quals corresponia a persones de 65 anys o més que vivien soles. El nombre mitjà de persones vivint en cada habitatge era de 2,36 i el nombre mitjà de persones que vivien en cada família era de 2,83.
Per edats la població es repartia de la següent manera: un 23,8% tenia menys de 18 anys, un 6,9% entre 18 i 24, un 30,1% entre 25 i 44, un 27,8% de 45 a 60 i un 11,4% 65 anys o més.
L'edat mediana era de 38 anys. Per cada 100 dones hi havia 94,8 homes. Per cada 100 dones de 18 o més anys hi havia 89,6 homes.
La renda mediana per habitatge era de 34.813 $ i la renda mediana per família de 43.456 $. Els homes tenien una renda mediana de 32.604 $ mentre que les dones 21.920 $. La renda per capita de la població era de 18.932 $. Aproximadament el 10,2% de les famílies i el 12,5% de la població estaven per davall del llindar de pobresa.

## Poblacions properes
El següent diagrama mostra les poblacions més properes.